# Горбачевский, Иван Данилович
Иван Данилович Горбачевский (1860―1914, Рогачёв) ― белорусский этнограф, краевед, фольклорист и прозаик конца XIX века.

## Биография
Окончил Полоцкую учительскую семинарию (1877), Виленский учительский институт (1885). Преподавал русский язык и историю в Долысском народном училище (1877—1887) в Витебской губернии, Невельском уездном училище (1885—1889).
В 1889—1912 гг. инспектор трёхклассного городского училища в Кисловодске, с 1912 года жил в Рогачёве. Выступал за организацию создания при школах мастерских и школьных сельхозучастков.

## Краеведческая деятельность
Изучал историю, фольклор и быт белорусов. Публиковался в газетах «Витебские губернские ведомости», «Виленский вестник» ― очерки «Земля и пахарь» (1894), «Древность белорусских песен и их напевов» (1896) и др. Пробовал себя в исторической прозе и детской литературе. Иногда писал под псевдонимом Союзник.